# ピアノソナタ第12番 (ベートーヴェン)
ピアノソナタ第12番（ピアノソナタだいじゅうにばん）変イ長調 作品26は、ルートヴィヒ・ヴァン・ベートーヴェンが作曲したピアノソナタ。第3楽章に葬送行進曲を配しているため『葬送』と通称される。

## 概要
19世紀を迎える頃、ベートーヴェンは極めて順調な創作活動を行っていた。彼は友人のフランツ・ゲルハルト・ヴェーゲラーに次のように報告している。「どの作品にも当てにできる出版社が6つか7つあります。それになんといっても、私が希望するのであれば彼らはもはや価格を交渉したりしません。言い値で買い取ってくれるのです。私の置かれた状況がいかに喜ばしいものかおわかりでしょう。」また、こうも記している。「音楽漬けの毎日で、ひとつを書き終らぬうちにもう次の作品に着手しています。今の作曲ペースでは3つか4つの曲を同時に書いていることもしばしばです。」一方で聴覚の異常は回復の兆しを見せず、ヴァイオリニストのカール・アメンダへの書簡からは不安な心情が窺われる。「なんとかしようとを決心したのは言うまでもありません。しかし、どうすればいいのでしょうか。」
曲は1801年に完成している。グスタフ・ノッテボームによると、第1楽章は1795年から1796年にかけて書かれたロ短調のスケッチを原案としており、また第4楽章は当初このソナタの構想とは無関係であった。それらが1800年から独立して書き進められた結果、翌年になってひとつのソナタとしてまとめられるに至ったようである。ピアノソナタではありながらソナタ形式の楽章をひとつも含まない組曲風の構成となっていることには、こうした成立の経緯が大きく関係するものと推察される。
全曲の核となるのが圧巻の第3楽章「ある英雄の死を悼む葬送行進曲」である。本作の中でも特に評価が高く、パウル・ベッカーは他の楽章を重要視しない一方でこの楽章を「偉大な作品」と称賛している。フレデリック・ショパンはベートーヴェンの曲中でもこのソナタだけをとくに好んでおり、レパートリーに取り入れ公の場で演奏することもあった。同じく第3楽章に有名な葬送行進曲を持つショパンのピアノソナタ第2番には本作の影響があるものと考えられている。ベートーヴェン自身が葬送行進曲を書いたのはフェルディナンド・パエールのオペラ『アキレス』に触発されたからであるとフェルディナント・リースは主張しているが、ノッテボームはこの説を否定している。1815年春、作曲者自身による管弦楽用編曲が行われて劇音楽『レオノーレ・プロハスカ』（WoO 96）の第4曲に転用されたものの劇は上演されず仕舞いとなり、この編曲版が演奏されたのはベートーヴェンの葬儀であった。
楽譜は1802年3月にカッピから出版され、カール・アロイス・フォン・リヒノフスキー侯爵に献呈された。この曲は自筆譜の残されている最も古いピアノソナタである。

## 演奏時間
約20分。

## 楽曲構成

### 第1楽章
Andante con Variazioni 3/8拍子 変イ長調
変奏曲。カール・チェルニーが「高貴で、敬虔さにも近い性格」と評した美しい主題で開始する（譜例1）。続く5つの変奏は専ら音型的な変奏に終始する。
譜例1
主題は三部形式で構成され、譜例1が変形されて繰り返されると10小節の中間楽節を挟み、譜例1の変形で閉じられる。第1変奏は低声部と中声部が交互に旋律を奏でて室内楽的な趣を醸し出す。第2変奏は主題を奏する左手を右手が遅れながら伴奏する。第3変奏は変イ短調に転じ、同じ調性で書かれた葬送行進曲を予告するかのようである。ここではスフォルツァンドが多用されて重々しさが強調されている。第4変奏でも高声部と中声部に旋律が振り分けられており、スタッカートの伴奏とともに軽やかに歌われてスケルツォのような性質を持つ。第5変奏では主題は3連符の中に隠されながら中声部に幻想的に紡がれていく。コーダは低弦を思わせる伴奏の上に穏やかに奏され、そのまま静かに楽章の終わりを迎える。このコーダの旋律が主題に由来するか否かについては専門家の間でも意見が分かれている。

### 第2楽章
Scherzo. Molto Allegro 3/4拍子 変イ長調
複合三部形式。ツェルニーによれば「素早く、陽気で元気の良さが目立つ」、生気溢れるスケルツォ。変ホ長調に開始して変イ長調での反復が続く（譜例2）。
譜例2
鋭い強弱の変化を持つ中間楽節は譜例2に基づいており、続いて低音へと移された主題に8分音符の走句が対位法的に絡みつく。さらに左右の手の役割を変えて主題を繰り返し、コデッタでまとめられる。中間以降を反復して変ニ長調のトリオへと進む（譜例3）。
譜例3
トリオは一貫して同じリズムに基づき、二部形式の前後半がそれぞれ繰り返される。この後半楽節では16小節がスラーで繋がれており、一つの大きなフレーズを形成している。主題の回帰が予告されてスケルツォ・ダ・カーポとなる。

### 第3楽章
Maestoso Andante (Marcia funebre sulla morte d'un Eroe) 4/4拍子 変イ短調
複合三部形式。「ある英雄の死を悼む葬送行進曲」との副題がつけられている。この「英雄」が誰であるのかはこれまで明らかになっておらず、特定の人物を指すものではないと考えられている。内声部に旋律を有する譜例4の付点リズムが重々しく奏される。
譜例4
ごく短いエピソードを挟んで主題が繰り返されると、音量を増していきフォルテッシモのクライマックスに至る。中間部は太鼓のロールを思わせるトレモロと、金管楽器を模したとされるスタッカートの響きに彩られている（譜例5）。
譜例5
中間部が終わると第1部がそのままの形でなぞられる。コーダでは変イ音のペダルポイントの上に静まっていき、最弱音で変イ長調の響きを聞いて楽章を閉じる。

### 第4楽章
Allegro 2/4拍子 変イ長調
ロンド形式。無窮動的にほとんど休みなく動き回るこの楽章には、ベートーヴェンが称賛していたヨハン・バプティスト・クラーマーによる同じ変イ長調のピアノソナタの影響が指摘される。エトヴィン・フィッシャーは葬送行進曲とこの楽章との関連を次のように表現している。「葬儀の後に降った雨が、埋葬地を慰めの灰色の霧の中に覆い隠していくかのようである。もはや誰も残っていないであろうその場で、大自然が最後の言葉を与えるのだ。」楽章はロンド主題に始まる（譜例6）。
譜例6
ロンド主題はただちに複対位法的な手法で繰り返され、続くフレーズも同様に繰り返しを受ける。変ホ長調に出される次の主題もやはり同じ形で扱われていく（譜例7）。譜例7の伴奏音型はロンド主題の変形である。
譜例7
下降音階を繰り返すフレーズを挟んでロンド主題の再現となる。続く主題はハ短調に出る譜例8である。
譜例8
しばらくの後に変イ長調に復帰してロンド主題へと戻る。譜例7も変イ長調でこれに追随し、下降音型の楽句に至る。コーダは変イ音のペダルポイントを聞きながらロンド主題が下り降り、そのまま静まってピアニッシモでひそやかに全曲を結ぶ。